# HMS Resolution (09)
HMS Resolution (09) là một thiết giáp hạm thuộc lớp Revenge của Hải quân Hoàng gia Anh Quốc. Nó được hoàn tất quá trễ không kịp tham gia trận Jutland của Chiến tranh Thế giới thứ nhất, và trong Chiến tranh Thế giới thứ hai chỉ tham gia những trận đánh lẻ tẻ trước khi được đưa về Anh Quốc trong vai trò huấn luyện và bị tháo dỡ vào năm 1948.

## Thiết kế và chế tạo
Lớp Revenge vốn bao gồm Resolution được đặt hàng vào năm 1913-1914, được dự định là một phiên bản đốt than rẻ tiền hơn, nhỏ hơn và chậm hơn so với lớp Queen Elizabeth thế hệ siêu-Dreadnought đốt dầu trước đó.
Resolution được đặt lườn bởi hãng đóng tàu Palmers Shipbuilding and Iron Company tại Jarrow vào ngày 29 tháng 11 năm 1913, được hạ thủy vào ngày 14 tháng 1 năm 1915, và đưa ra hoạt động vào ngày 30 tháng 12 năm 1916.

## Lịch sử hoạt động
Được hoàn tất quá trễ không kịp tham gia trận Jutland của Chiến tranh Thế giới thứ nhất, từ năm 1916 đến năm 1919, Resolution phục vụ cùng Hải đội Thiết giáp hạm 1 thuộc Hạm đội Grand Anh Quốc. Giữa hai cuộc thế chiến, nó phục vụ cho Hạm đội Đại Tây Dương, trừ một giai đoạn ngắn tái trang bị trong những năm 1930-1931.
Khi Chiến tranh Thế giới thứ hai bắt đầu vào tháng 9 năm 1939, Resolution đang trong thành phần Hạm đội Nhà Anh Quốc, và đã thực hiện hộ tống các đoàn tàu vận tải tại Đại Tây Dương. Trong khi hỗ trợ chiến dịch Narvik vào tháng 5 năm 1940, Resolution bị đánh trúng một quả bom tại Tjeldsundet. Đến tháng 6 năm 1940, nó gia nhập Lực lượng H tại Gibraltar, và đã tham gia sự kiện phá hủy Hạm đội Pháp tại Mers-el-Kebir vào ngày 3 tháng 7 năm 1940.
Vào tháng 9 năm 1940, Resolution gia nhập Lực lượng M tại Freetown, và đã nả pháo xuống các tàu chiến Pháp trong trận Dakar vào ngày 24 tháng 9 năm 1940. Ngày hôm sau, Resolution trúng phải ngư lôi từ tàu ngầm Pháp Bévéziers và bị hỏng nặng.
Sau khi được sửa chữa tại Hoa Kỳ, Resolution lên đường vào tháng 2 năm 1942 hướng đến Colombo, và phục vụ tại Mặt trận Ấn Độ Dương trong những năm 1942 và 1943. Nó quay trở về Anh Quốc vào tháng 9 năm 1943 và trở thành một tàu huấn luyện đốt lò vào năm 1944 trong thành phần của Cơ sở huấn luyện HMS Imperieuse. HMS Resolution bị bán để tháo dỡ vào ngày 5 tháng 5 năm 1948 tại Faslane.
Thứ trưởng Thứ nhất Hải quân Anh tương lai John H. D. Cunningham từng phục vụ trên Resolution dưới quyền Đô đốc Sir William Fisher, Tổng tư lệnh Hạm đội Địa Trung Hải.